# NGC 1951
NGC 1951 ist ein offener Sternhaufen der Großen Magellanschen Wolke im Sternbild Dorado. Er wurde am 23. Dezember 1834 vom Astronomen John Herschel entdeckt.